# Lepthyphantes garganicus
Lepthyphantes garganicus este o specie de păianjeni din genul Lepthyphantes, familia Linyphiidae, descrisă de Caporiacco, 1951.
Este endemică în Italia. Conform Catalogue of Life specia Lepthyphantes garganicus nu are subspecii cunoscute.